# ミゲル・バエサ
ミゲル・バエサ・ペレス（Miguel Baeza Pérez , 2000年3月27日 - ）は、スペイン・アンダルシア州コルドバ出身のサッカー選手。CDナシオナル所属。ポジションはMF。

## クラブ経歴
2012年にレアル・マドリードのカンテラに入所。2017年からUEFAユースリーグなどにも出場。2018年に傘下のレアル・マドリード・カスティージャに昇格。2019年1月6日のポンテベドラCF戦でプロデビュー。翌2019-20シーズンよりカスティージャの主力選手に定着。同シーズンはセグンダ・ディビシオンBで28 試合9得点の好成績を残した。
2020年8月15日、セルタ・デ・ビーゴと5年契約を締結したことが発表された。
2022年1月6日、2021-22シーズン終了までセグンダ・ディビシオンのSDポンフェラディーナにレンタル移籍をした。
2024年7月16日、CDナシオナルに1年契約で移籍した。